# Лукавецька сільська рада
Лукаве́цька сільська́ ра́да — адміністративно-територіальна одиниця та орган місцевого самоврядування в Вижницькому районі Чернівецької області. Адміністративний центр — село Лукавці.

## Загальні відомості
- Населення ради: 4 046 осіб (станом на 2001 рік)

## Історія
Чернівецька обласна рада рішенням від 31 березня 2005 року у Вижницькому районі у зв'язку відновленням селу Луківці колишнього найменування — село Лукавці, перейменувала Луковецьку сільраду на Лукавецьку.

## Населені пункти
Сільській раді підпорядковані населені пункти:
- с. Лукавці
- с. Вахнівці
- с. Вовчинець
- с. Липовани
- с. Майдан

## Склад ради
Рада складалася з 20 депутатів та голови.
- Голова ради: Вишинський Микола Олексійович

### Депутати
За результатами місцевих виборів 2010 року депутатами ради стали:

#### За суб'єктами висування
| Суб'єкт висування                                       | Кількість обраних депутатів | %  |
| ------------------------------------------------------- | --------------------------- | -- |
| Самовисування                                           | 8                           | 40 |
| Політична партія Всеукраїнське об'єднання «Батьківщина» | 7                           | 35 |
| Українська Народна Партія                               | 5                           | 25 |

#### За округами
| № округу                                                | Прізвище, ім'я, по батькові    | Дата визнання обраним | Освіта             | Партійна приналежність                        | Відомості про обраного депутата                          |
| ------------------------------------------------------- | ------------------------------ | --------------------- | ------------------ | --------------------------------------------- | -------------------------------------------------------- |
| Політична партія Всеукраїнське об'єднання «Батьківщина» |                                |                       |                    |                                               |                                                          |
| 4                                                       | Косовський Віталій Миколайович | 03.11.2010            | середня            | позапартійний                                 | приватний підприємець                                    |
| 11                                                      | Колісник Віктор Дмитрович      | 03.11.2010            | вища               | позапартійний                                 | тимчасово не працює                                      |
| 13                                                      | Шевчук Василина Іллівна        | 03.11.2010            | вища               | позапартійна                                  | Лукавецький будинок культури, директор                   |
| 16                                                      | Мацьопа Ігор Ілліч             | 03.11.2010            | вища               | член Всеукраїнського об'єднання «Батьківщина» | Вижницький держспецлісгосп АПК, технік-лісівник          |
| 17                                                      | Кочерган Володимир Дмитрович   | 03.11.2010            | середня            | позапартійний                                 | приватний підприємець                                    |
| 18                                                      | Киселиця Микола Олексійович    | 03.11.2010            | середня            | позапартійний                                 | пенсіонер                                                |
| 19                                                      | Білак Петро Федорович          | 03.11.2010            | середня спеціальна | позапартійний                                 | Вижницький райавтодор, машиніст автогрейдера             |
| Українська Народна Партія                               |                                |                       |                    |                                               |                                                          |
| 1                                                       | Лисак Іван Йосифович           | 03.11.2010            | середня спеціальна | позапартійний                                 | приватний підприємець, смт Берегомет                     |
| 2                                                       | Москалюк Дмитро Маркович       | 03.11.2010            | середня            | позапартійний                                 | тимчасово не працює                                      |
| 3                                                       | Боднарашик Іван Васильович     | 03.11.2010            | середня            | позапартійний                                 | пенсіонер                                                |
| 8                                                       | Іліуц Людмила Сільвестрівна    | 03.11.2010            | вища               | позапартійна                                  | приватний підприємець                                    |
| 9                                                       | Годжа Іван Георгійович         | 03.11.2010            | середня спеціальна | позапартійний                                 | тимчасово не працює                                      |
| Самовисування                                           |                                |                       |                    |                                               |                                                          |
| 5                                                       | Іпатій Степанія Миколаївна     | 03.11.2010            | вища               | позапартійна                                  | Лукавецька загальноосвітня школа І-ІІІ ст., директор     |
| 6                                                       | Волощук Микола Максимович      | 03.11.2010            | середня спеціальна | позапартійний                                 | приватний підприємець                                    |
| 7                                                       | Сабура Надія Сільвестрівна     | 31.10.2011            | середня спеціальна | позапартійна                                  | Лукавецьке ССТ, голова правління                         |
| 10                                                      | Гнатюк Сергій Танасійович      | 03.11.2010            | вища               | позапартійний                                 | Сільський відділок міліції, дільничний інспектор міліції |
| 12                                                      | Колісник Тарас Григорович      | 03.11.2010            | вища               | член Політичної партії «Наша Україна»         | Лукавецька загальноосвітня школа І-ІІІ ст., вчитель      |
| 14                                                      | Бойко Юрій Олексійович         | 03.11.2010            | середня            | позапартійний                                 | ДП «Берегометський ЛМГ», водій                           |
| 15                                                      | Козубовський Микола Юрійович   | 03.11.2010            | середня            | позапартійний                                 | приватний підприємець                                    |
| 20                                                      | Кокош Петро Михайлович         | 03.11.2010            | вища               | позапартійний                                 | Вижницький держспецлісгосп АПК, майстер лісу             |

## Населення
Згідно з переписом УРСР 1989 року чисельність наявного населення сільської ради становила 3953 особи, з яких 1822 чоловіки та 2131 жінка.
За переписом населення України 2001 року в сільській раді мешкало 4036 осіб.

### Мова
Розподіл населення за рідною мовою за даними перепису 2001 року:
| Мова       | Відсоток |
| ---------- | -------- |
| українська | 94,78 %  |
| румунська  | 2,87 %   |
| російська  | 2,13 %   |
| білоруська | 0,07 %   |
| молдовська | 0,05 %   |
| болгарська | 0,02 %   |